# Saison 2011 de la NFL
Navigation
Édition précédente Édition suivante
La saison 2011 de la NFL est la 92e saison de la National Football League (NFL), la ligue principale d'équipes professionnelles de football américain aux États-Unis. La NFL est organisée en deux conférences distinctes depuis 1970 : la National Football Conference (NFC) et l'American Football Conference (AFC). Ces deux conférences sont subdivisées en quatre divisions chacune: Est, Ouest, Nord et Sud. Chaque franchise dispute 16 matches en 17 semaines lors de la saison régulière qui débute le 8 septembre 2011 et se termine le 1er janvier 2012. Une phase de playoffs suit la saison régulière pour mener à la finale, le Super Bowl XLVI, programmée le 5 février 2012 au Lucas Oil Stadium de Indianapolis.

## Événements

### Menace de lock-out
Un désaccord entre joueurs et propriétaires à propos d'une nouvelle convention collective (collective bargaining agreement) aurait pu conduire une réduction de la durée de la saison 2011 de NFL ou même à son annulation. Mais le 25 juillet 2011, l'Association des Joueurs de la NFL annonce la fin du lock-out après 4 mois et demi d'interruption. C'est la plus longue interruption qu'ait connue la ligue de son histoire. Au terme du Conseil d'Administration, les 32 équipes se sont mises d'accord pour approuver à l'unanimité les termes d'un accord commun.

### Match hors des États-Unis
Le 23 octobre 2011, les Bears de Chicago sont opposés aux Buccaneers de Tampa Bay au Wembley Stadium de Londres dans le cadre de la série internationale.

## Mouvements notables

### Entraîneurs
Avant la saison :
- Cowboys de Dallas : Jason Garrett commence la saison après avoir remplacé Wade Phillips après la semaine 9 de la saison 2010.
- Vikings du Minnesota : John Fox est le nouveau titulaire après un intérim d'Eric Studesville.
- 49ers de San Francisco : Jim Harbaugh est le nouveau titulaire après un intérim de Jim Tomsula.
- Panthers de la Caroline : Ron Rivera est le nouvel entraîneur en chef, il était le coordinateur défensif des Chargers de San Diego.
- Browns de Cleveland : Pat Shurmur remplace Eric Mangini.
- Raiders d'Oakland : Hue Jackson succède à Tom Cable.
- Titans du Tennessee : Mike Munchak remplace Jeff Fisher qui a démissionné.

Au cours de la saison :
- Jaguars de Jacksonville : Jack Del Rio est renvoyé du fait des mauvais résultats de l'équipe depuis plusieurs saisons (3-8 et plus de play-offs depuis 2007 au moment du renvoi). Il est remplacé par Mike Mularkey après la saison.
- Chiefs de Kansas City : Todd Haley est renvoyé du fait de la mauvaise saison 2011 (5-8 au moment du renvoi).
- Dolphins de Miami : Tony Soprano est renvoyé du fait de la mauvaise saison 2011 (4-9 au moment du renvoi). Il est remplacé à la fin de la saison par Joe Philbin.

Après la saison :
- Raiders d'Oakland : Hue Jackson est renvoyé du fait de la mauvaise fin de saison de l'équipe (4 défaites sur les 5 derniers matchs).
- Buccaneers de Tampa Bay : Raheem Morris est renvoyé du fait de la mauvaise saison 2011 (4-12).
- St Louis Rams : Steve Spagnuolo est renvoyé du fait de la mauvaise saison 2011 (2-14). Il est remplacé par Jeff Fisher.
- Colts d'Indianapolis : Jim Caldwell est renvoyé du fait de la mauvaise saison 2011 (2-14, dernière place de la NFL).

### Joueurs
Avant la saison :
- Chad Ochocinco quitte les Bengals de Cincinnati pour les Patriots de la Nouvelle-Angleterre.
- Les Jets de New York signent le wide receiver Plaxico Burress après sa sortie de prison.
- Donovan McNabb quitte les Redskins de Washington après seulement une saison avec la franchise de la capitale fédérale, et rejoint les Vikings du Minnesota. L'équipe se sépare par la suite de lui au cours de la saison.
- Vince Young est recruté par les Eagles de Philadelphie pour servir de doublure à Michael Vick.
- Matt Hasselbeck rejoint les Titans du Tennessee après 9 années passées avec les Seahawks de Seattle.
- Son contrat n'étant pas renouvelé par les Saints de La Nouvelle-Orléans, Reggie Bush, premier choix de la Draft 2006, rejoint les Dolphins de Miami.
- Pour la première fois depuis 20 ans, Brett Favre ne jouera plus en NFL, il a pris officiellement et définitivement sa retraite sportive le 17 janvier 2011.

Au cours de la saison :
- À la suite des mauvais résultats de l'équipe en début de saison, Kyle Orton est contraint de laisser sa place de titulaire à Tim Tebow et de quitter les Broncos de Denver. Il rejoint par la suite les Chiefs de Kansas City. Ironiquement, les deux hommes se retrouvent lors de la dernière journée, pour une victoire des Chiefs sur le score de 7 à 3.
- Carson Palmer est échangé au début de la saison par les Bengals de Cincinnati aux Raiders d'Oakland contre leur premier tour de Draft 2012 et leur deuxième de 2013.

## Matchs de la saison régulière
La saison régulière comprend 256 rencontres disputées pendant 17 semaines. Selon le système mis en place en 2002, chaque équipe rencontre toute autre équipe au moins une fois pendant une durée de quatre ans, et joue au moins une fois sur le terrain de toutes les équipes pendant huit ans. Pour 2010, les rencontres entre équipes de la même conférence et entre équipes de conférences différentes sont organisées comme suit:
Intraconference
- AFC Est vs. AFC Ouest
- AFC Nord vs. AFC Sud
- NFC Est vs. NFC Ouest
- NFC Nord vs. NFC Sud

Interconference
- AFC Est vs. NFC Est
- AFC Ouest vs. NFC Nord
- AFC Nord vs. NFC Ouest
- AFC Sud vs. NFC Sud

Chaque équipe dispute six matchs contre les autres équipes de la même division (matchs aller-retour contre les 3 autres équipes), quatre matchs contre les équipes d'une autre division de la même conférence (les divisions se rencontrant changent chaque année), quatre matchs contre les équipes d'une autre division de l'autre conférence (les divisions se rencontrant changent chaque année) et un match contre chacune des équipes des deux autres divisions de la même conférence, ayant terminé à la même place la saison passée.
Le premier match de la saison est disputé le 8 septembre, il oppose les deux derniers champions de NFL: les Packers de Green Bay contre les Saints de La Nouvelle-Orléans; les Packers remportent le match par 42 à 34.
Le 11 septembre, les Giants de New York sont opposés aux Redskins de Washington à l'occasion de la commémoration du dixième anniversaire des attentats du 11 septembre 2001 qui ont affecté les villes de New York et de Washington. Ce même jour, les Steelers de Pittsburgh affrontent les Ravens de Baltimore, il est inhabituel que ces deux franchises rivales se rencontrent dès la première semaine de la saison régulière, les Ravens l'emportent par 35 à 7.
Lors de la troisième semaine, les Packers de Green Bay sont opposés aux Bears de Chicago, les deux équipes ayant disputé la finale de conférence NFC lors des playoffs de la saison 2010. Le score final est de 27 à 17 pour Green-Bay.
Le 23 octobre, à l'occasion de la septième semaine, les Saints de La Nouvelle-Orléans sont opposés aux Colts d'Indianapolis redite du Super Bowl XLIV de février 2010. Les Saints l'emportent de nouveau, mais sur le score sans appel de 62 à 7.
Les deux franchises de New York, Giants et Jets, s'affrontent le 24 décembre et se quittent sur le score de 29-14 pour les Giants.

## Classement de la saison régulière
Légende :
V = Victoires, D = Défaites, N = Matchs nuls, PCT = Pourcentage victoires, DIV =Victoires-Défaites Division, CONF =Victoires-Défaites Conférence, PM = Points marqués, PE = Points encaissés
x : Non champions de division, wild-card; y = Champion de division, wild card; z = Champion de division dispensé de wild-card; * = avantage du terrain pendant les playoffs
| Qualifiés pour les playoffs |

| AFC Est                                   | AFC Est | AFC Est | AFC Est | AFC Est | AFC Est | AFC Est | AFC Est | AFC Est |
| Franchise                                 | V       | D       | N       | PCT     | DIV     | CONF    | PM      | PE      |
| ----------------------------------------- | ------- | ------- | ------- | ------- | ------- | ------- | ------- | ------- |
| z* (1) Patriots de la Nouvelle-Angleterre | 13      | 3       | 0       | 0.813   | 5-1-0   | 10-2-0  | 513     | 342     |
| Jets de New York                          | 8       | 8       | 0       | 0.500   | 3-3-0   | 6-6-0   | 377     | 363     |
| Dolphins de Miami                         | 6       | 10      | 0       | 0.375   | 3-3-0   | 5-7-0   | 329     | 313     |
| Bills de Buffalo                          | 6       | 10      | 0       | 0.375   | 1-5-0   | 5-7-0   | 372     | 434     |
| AFC Nord                                  |         |         |         |         |         |         |         |         |
| Franchise                                 | V       | D       | N       | PCT     | DIV     | CONF    | PM      | PE      |
| z (2) Ravens de Baltimore                 | 12      | 4       | 0       | 0.750   | 6-0-0   | 9-3-0   | 378     | 266     |
| x (5) Steelers de Pittsburgh              | 12      | 4       | 0       | 0.750   | 4-2-0   | 9-3-0   | 325     | 227     |
| x (6) Bengals de Cincinnati               | 9       | 7       | 0       | 0.563   | 2-4-0   | 6-6-0   | 344     | 323     |
| Browns de Cleveland                       | 4       | 12      | 0       | 0.267   | 0-6-0   | 3-9-0   | 218     | 307     |
| AFC Sud                                   |         |         |         |         |         |         |         |         |
| Franchise                                 | V       | D       | N       | PCT     | DIV     | CONF    | PM      | PE      |
| y (3) Texans de Houston                   | 10      | 6       | 0       | 0.625   | 4-2-0   | 8-4-0   | 381     | 278     |
| Titans du Tennessee                       | 8       | 8       | 0       | 0.563   | 3-3-0   | 7-5-0   | 325     | 317     |
| Jaguars de Jacksonville                   | 5       | 11      | 0       | 0.313   | 3-3-0   | 4-8-0   | 243     | 329     |
| Colts d'Indianapolis                      | 2       | 14      | 0       | 0.125   | 2-4-0   | 2-10-0  | 243     | 430     |
| AFC Ouest                                 |         |         |         |         |         |         |         |         |
| Franchise                                 | V       | D       | N       | PCT     | DIV     | CONF    | PM      | PE      |
| y (4) Broncos de Denver                   | 8       | 8       | 0       | 0.500   | 3-3-0   | 6-6-0   | 309     | 390     |
| Chargers de San Diego                     | 8       | 8       | 0       | 0.500   | 3-3-0   | 7-5-0   | 406     | 377     |
| Raiders d'Oakland                         | 8       | 8       | 0       | 0.500   | 3-3-0   | 6-6-0   | 359     | 433     |
| Chiefs de Kansas City                     | 7       | 9       | 0       | 0.400   | 3-3-0   | 4-8-0   | 212     | 338     |

| NFC Est                             | NFC Est | NFC Est | NFC Est | NFC Est | NFC Est | NFC Est | NFC Est | NFC Est |
| Franchise                           | V       | D       | N       | PCT     | DIV     | CONF    | PM      | PE      |
| ----------------------------------- | ------- | ------- | ------- | ------- | ------- | ------- | ------- | ------- |
| y (4) Giants de New York            | 9       | 7       | 0       | 0.563   | 3-3-0   | 5-7-0   | 394     | 400     |
| Eagles de Philadelphie              | 8       | 8       | 0       | 0.500   | 5-1-0   | 6-6-0   | 396     | 328     |
| Cowboys de Dallas                   | 8       | 8       | 0       | 0.500   | 2-4-0   | 6-6-0   | 369     | 347     |
| Redskins de Washington              | 5       | 11      | 0       | 0.313   | 2-4-0   | 5-7-0   | 288     | 367     |
| NFC Nord                            |         |         |         |         |         |         |         |         |
| Franchise                           | V       | D       | N       | PCT     | DIV     | CONF    | PM      | PE      |
| z* (1) Packers de Green Bay         | 15      | 1       | 0       | 0.938   | 6-0-0   | 12-0-0  | 560     | 359     |
| x (6) Lions de Détroit              | 10      | 6       | 0       | 0.625   | 3-3-0   | 6-6-0   | 474     | 387     |
| Bears de Chicago                    | 8       | 8       | 0       | 0.500   | 3-3-0   | 6-6-0   | 353     | 449     |
| Vikings du Minnesota                | 3       | 13      | 0       | 0.188   | 0-6-0   | 3-9-0   | 340     | 449     |
| NFC Sud                             |         |         |         |         |         |         |         |         |
| Franchise                           | V       | D       | N       | PCT     | DIV     | CONF    | PM      | PE      |
| y (3) Saints de La Nouvelle-Orléans | 13      | 3       | 0       | 0.813   | 5-1-0   | 9-3-0   | 547     | 339     |
| x (5) Falcons d'Atlanta             | 10      | 6       | 0       | 0.625   | 3-3-0   | 7-5-0   | 402     | 350     |
| Panthers de la Caroline             | 6       | 10      | 0       | 0.375   | 2-6-0   | 3-9-0   | 406     | 429     |
| Buccaneers de Tampa Bay             | 4       | 12      | 0       | 0.250   | 2-4-0   | 3-9-0   | 287     | 494     |
| NFC Ouest                           |         |         |         |         |         |         |         |         |
| Franchise                           | V       | D       | N       | PCT     | DIV     | CONF    | PM      | PE      |
| z (2) 49ers de San Francisco        | 13      | 3       | 0       | 0.813   | 5-1-0   | 10-2-0  | 380     | 229     |
| Cardinals de l'Arizona              | 8       | 8       | 0       | 0.500   | 4-2-0   | 7-5-0   | 312     | 348     |
| Seahawks de Seattle                 | 7       | 9       | 0       | 0.438   | 3-3-0   | 6-6-0   | 321     | 315     |
| Rams de Saint-Louis                 | 2       | 14      | 0       | 0.125   | 0-6-0   | 1-11-0  | 193     | 407     |

## Statistiques individuelles

### Meilleursquarterbacks
| - Évaluation 1. Aaron Rodgers (Packers) : 122.5 (record NFL) 2. Drew Brees (Saints) : 110.6 3. Tom Brady (Patriots) : 102.5 4. Tony Romo (Cowboys) : 100.2 5. Matthew Stafford (Lions) : 97.2 | - Total de yards 1. Drew Brees (Saints) : 5476 (record NFL) 2. Tom Brady (Patriots) : 5235 3. Matthew Stafford (Lions) : 5038 4. Eli Manning (Giants) : 4933 5. Aaron Rodgers (Packers) : 4643 | - Nombre de touchdowns 1. Drew Brees (Saints) : 46 2. Aaron Rodgers (Packers) : 45 3. Matthew Stafford (Lions) : 41 4. Tom Brady (Patriots) : 39 5. Tony Romo (Cowboys) : 31 |

### Meilleurswide receivers
| - Total de yards 1. Calvin Johnson (Lions) : 1681 2. Wes Welker (Patriots) : 1569 3. Victor Cruz (Giants) : 1536 4. Larry Fitzgerald (Cardinals) : 1411 5. Steve Smith (Panthers) : 1394 | - Nombre de touchdowns 1. Rob Gronkowski (Patriots) : 17 (record NFL d'un TE) 2. Calvin Johnson (Lions) : 16 3. Jordy Nelson (Packers) : 15 4. Laurent Robinson (Cowboys) : 11 4. Jimmy Graham (Saints) : 11 | - Nombre de réceptions 1. Wes Welker (Patriots) : 122 2. Roddy White (Falcons) : 100 3. Jimmy Graham (Saints) : 99 4. Calvin Johnson (Lions) : 96 5. Rob Gronkowski (Patriots) : 90 |

### Meilleursrunning backs
| - Total de yards à la course 1. Maurice Jones-Drew (Jaguars) : 1606 2. Ray Rice (Ravens) : 1364 3. Michael Turner (Falcons) : 1340 4. LeSean McCoy (Eagles) : 1309 5. Arian Foster (Texans) : 1224 | - Nombre de touchdowns 1. LeSean McCoy (Eagles) : 17 2. Cam Newton (Panthers) : 14 (record NFL d'un QB) 3. Ray Rice (Ravens) : 12 4. Adrian Peterson (Vikings) : 12 5. Marshawn Lynch (Seahawks) : 12 |  |

## SélectionAll Pro
C'est l'équipe type de la saison désignée par Associated Press.

## Playoffs

### Tableau du tour final
|  | Tour Wild Cards | Tour Wild Cards     | Tour Wild Cards     |                     |            | Playoffs de Division | Playoffs de Division | Playoffs de Division |     |  | Finales de Conférence | Finales de Conférence | Finales de Conférence |    |  | Super Bowl XLVI | Super Bowl XLVI | Super Bowl XLVI |
|  |                 |                     |                     |                     |            |                      |                      |                      |     |  |                       |                       |                       |    |  |                 |                 |                 |
|  | 5               | Atlanta             | 2                   |                     |            |                      |                      |                      |     |  |                       |                       |                       |    |  |                 |                 |                 |
|  | 4               | NY Giants           | 24                  |                     |            |                      |                      |                      |     |  |                       |                       |                       |    |  |                 |                 |                 |
|  | 4               | NY Giants           | 24                  |                     | 4          | NY Giants            | 37                   |                      |     |  |                       |                       |                       |    |  |                 |                 |                 |
|  |                 |                     |                     |                     | 4          | NY Giants            | 37                   |                      |     |  |                       |                       |                       |    |  |                 |                 |                 |
|  |                 |                     | 1                   | Green Bay           | 20         |                      |                      |                      |     |  |                       |                       |                       |    |  |                 |                 |                 |
|  |                 |                     | 1                   | Green Bay           | 20         |                      |                      |                      |     |  |                       |                       |                       |    |  |                 |                 |                 |
|  |                 |                     |                     |                     |            |                      |                      |                      |     |  |                       |                       |                       |    |  |                 |                 |                 |
|  |                 |                     |                     |                     |            |                      |                      |                      |     |  |                       |                       |                       |    |  |                 |                 |                 |
|  |                 |                     |                     |                     |            |                      | 4                    | NY Giants            | 20* |  |                       |                       |                       |    |  |                 |                 |                 |
|  | NFC             |                     |                     |                     |            |                      | 4                    | NY Giants            | 20* |  |                       |                       |                       |    |  |                 |                 |                 |
|  |                 | 2                   | San Francisco       | 17                  |            |                      |                      |                      |     |  |                       |                       |                       |    |  |                 |                 |                 |
|  | 6               | 2                   | San Francisco       | 17                  | Détroit    | 28                   |                      |                      |     |  |                       |                       |                       |    |  |                 |                 |                 |
|  | 6               |                     |                     |                     | Détroit    | 28                   |                      |                      |     |  |                       |                       |                       |    |  |                 |                 |                 |
|  | 3               | La Nouvelle-Orléans | 45                  |                     |            |                      |                      |                      |     |  |                       |                       |                       |    |  |                 |                 |                 |
|  | 3               | La Nouvelle-Orléans | 45                  |                     | 3          | La Nouvelle-Orléans  | 32                   |                      |     |  |                       |                       |                       |    |  |                 |                 |                 |
|  |                 |                     |                     |                     | 3          | La Nouvelle-Orléans  | 32                   |                      |     |  |                       |                       |                       |    |  |                 |                 |                 |
|  |                 |                     | 2                   | San Francisco       | 36         |                      |                      |                      |     |  |                       |                       |                       |    |  |                 |                 |                 |
|  |                 |                     | 2                   | San Francisco       | 36         |                      |                      |                      |     |  |                       |                       |                       |    |  |                 |                 |                 |
|  |                 |                     |                     |                     |            |                      |                      |                      |     |  |                       |                       |                       |    |  |                 |                 |                 |
|  |                 |                     |                     |                     |            |                      |                      |                      |     |  |                       |                       |                       |    |  |                 |                 |                 |
|  |                 |                     |                     |                     |            |                      |                      |                      |     |  |                       | 4                     | NY Giants             | 21 |  |                 |                 |                 |
|  |                 |                     |                     |                     |            |                      |                      |                      |     |  |                       |                       |                       |    |  |                 |                 |                 |
|  |                 | 1                   | Nouvelle-Angleterre | 17                  |            |                      |                      |                      |     |  |                       |                       |                       |    |  |                 |                 |                 |
|  | 6               | 1                   | Nouvelle-Angleterre | 17                  | Cincinnati | 10                   |                      |                      |     |  |                       |                       |                       |    |  |                 |                 |                 |
|  | 6               |                     |                     |                     | Cincinnati | 10                   |                      |                      |     |  |                       |                       |                       |    |  |                 |                 |                 |
|  | 3               | Houston             | 31                  |                     |            |                      |                      |                      |     |  |                       |                       |                       |    |  |                 |                 |                 |
|  | 3               | Houston             | 31                  |                     | 3          | Houston              | 13                   |                      |     |  |                       |                       |                       |    |  |                 |                 |                 |
|  |                 |                     |                     |                     | 3          | Houston              | 13                   |                      |     |  |                       |                       |                       |    |  |                 |                 |                 |
|  |                 |                     | 2                   | Baltimore           | 20         |                      |                      |                      |     |  |                       |                       |                       |    |  |                 |                 |                 |
|  |                 |                     | 2                   | Baltimore           | 20         |                      |                      |                      |     |  |                       |                       |                       |    |  |                 |                 |                 |
|  |                 |                     |                     |                     |            |                      |                      |                      |     |  |                       |                       |                       |    |  |                 |                 |                 |
|  |                 |                     |                     |                     |            |                      |                      |                      |     |  |                       |                       |                       |    |  |                 |                 |                 |
|  |                 |                     |                     |                     |            |                      | 2                    | Baltimore            | 20  |  |                       |                       |                       |    |  |                 |                 |                 |
|  | AFC             |                     |                     |                     |            |                      | 2                    | Baltimore            | 20  |  |                       |                       |                       |    |  |                 |                 |                 |
|  |                 | 1                   | Nouvelle-Angleterre | 23                  |            |                      |                      |                      |     |  |                       |                       |                       |    |  |                 |                 |                 |
|  | 5               | 1                   | Nouvelle-Angleterre | 23                  | Pittsburgh | 23                   |                      |                      |     |  |                       |                       |                       |    |  |                 |                 |                 |
|  | 5               |                     |                     |                     | Pittsburgh | 23                   |                      |                      |     |  |                       |                       |                       |    |  |                 |                 |                 |
|  | 4               | Denver              | 29*                 |                     |            |                      |                      |                      |     |  |                       |                       |                       |    |  |                 |                 |                 |
|  | 4               | Denver              | 29*                 |                     | 4          | Denver               | 10                   |                      |     |  |                       |                       |                       |    |  |                 |                 |                 |
|  |                 |                     |                     |                     | 4          | Denver               | 10                   |                      |     |  |                       |                       |                       |    |  |                 |                 |                 |
|  |                 |                     | 1                   | Nouvelle-Angleterre | 45         |                      |                      |                      |     |  |                       |                       |                       |    |  |                 |                 |                 |
|  |                 |                     | 1                   | Nouvelle-Angleterre | 45         |                      |                      |                      |     |  |                       |                       |                       |    |  |                 |                 |                 |
|  |                 |                     |                     |                     |            |                      |                      |                      |     |  |                       |                       |                       |    |  |                 |                 |                 |

(*) Indique les victoires en prolongations.
Pour chaque conférence, le résultat du match de wild card entre les équipes classées 3e et 6e détermine les rencontres du second tour. Si l'équipe classée 3e l'emporte, elle rencontre ensuite l'équipe classée 2e de la conférence et l'autre équipe qui remporte le tour wild card rencontre l'équipe classée 1re. Si l'équipe classée 6e remporte le tour de wild card, elle rencontre ensuite l'équipe classée 1re et l'autre équipe qui a remporté la wild card rencontre l'équipe classée 2e.

### Wild card (tour de repêchage)
Le tour de repêchage qualifie quatre équipes qui rejoindront les quatre équipes qualifiées directement grâce à un meilleur classement à l'issue de la saison régulière (classées en 1re ou 2e place des conférences AFC et NFC). Huit équipes participent au tour de repêchages: les quatre champions de division non directement qualifiés pour le second tour et les deux meilleures équipes restantes de chaque conférence. Les quatre équipes qui remportent le tour de wild card rejoignent ensuite les quatre équipes qualifiées directement.

#### Samedi 7 janvier 2012
AFC : Bengals de Cincinnati - Texans de Houston

Match disputé au Reliant Stadium de Houston

Statistiques de la rencontre : Bengals - Texans : 10 - 31

Résumé sur nfl.com
| Quart-temps | 1 | 2  | 3 | 4 | Total |
| ----------- | - | -- | - | - | ----- |
| Bengals     | 7 | 3  | 0 | 0 | 10    |
| Texans      | 7 | 10 | 7 | 7 | 31    |

NFC : Lions de Détroit - Saints de La Nouvelle-Orléans

Match disputé au Mercedes-Benz Superdome, à La Nouvelle-Orléans

Statistiques de la rencontre : Lions - Saints : 28 - 45

Résumé sur nfl.com
| Quart-temps | 1 | 2  | 3  | 4  | Total |
| ----------- | - | -- | -- | -- | ----- |
| Lions       | 7 | 7  | 7  | 7  | 28    |
| Saints      | 0 | 10 | 14 | 21 | 45    |

#### Dimanche 8 janvier 2012
NFC : Falcons d'Atlanta - Giants de New York

Match disputé au MetLife Stadium de New York

Statistiques de la rencontre : Falcons - Giants: 2 - 24

Résumé sur nfl.com

| Quart-temps | 1 | 2 | 3  | 4 | Total |
| ----------- | - | - | -- | - | ----- |
| Falcons     | 0 | 2 | 0  | 0 | 2     |
| Giants      | 0 | 7 | 10 | 7 | 24    |

AFC : Steelers de Pittsburgh - Broncos de Denver

Match disputé au Mile High Stadium de Denver

Statistiques de la rencontre : Steelers - Broncos : 23 - 29 (après prolongation)

Résumé sur nfl.com
| Quart-temps | 1 | 2  | 3 | 4  | pr | Total |
| ----------- | - | -- | - | -- | -- | ----- |
| Steelers    | 6 | 0  | 7 | 10 | 0  | 23    |
| Broncos     | 0 | 20 | 0 | 3  | 6  | 29    |

### Tour de division (demi-finales de conférence)

#### Samedi 14 janvier 2012
NFC : Saints de La Nouvelle-Orléans - 49ers de San Francisco

Match disputé au Candlestick Park de San Francisco

Statistiques de la rencontre : Saints - 49ers : 32 - 36

Résumé sur nfl.com
| Quart-temps | 1  | 2  | 3 | 4  | Total |
| ----------- | -- | -- | - | -- | ----- |
| Saints      | 0  | 14 | 0 | 18 | 32    |
| 49ers       | 14 | 3  | 3 | 16 | 36    |

AFC : Broncos de Denver - Patriots de la Nouvelle-Angleterre

Match disputé au Gillette Stadium, à Foxborough

Statistiques de la rencontre : Broncos - Patriots : 10 - 45

Résumé sur nfl.com
| Quart-temps | 1  | 2  | 3 | 4 | Total |
| ----------- | -- | -- | - | - | ----- |
| Broncos     | 0  | 7  | 3 | 0 | 10    |
| Patriots    | 14 | 21 | 7 | 3 | 45    |

#### Dimanche 15 janvier 2012
AFC : Texans de Houston - Ravens de Baltimore

Match disputé au M&T Bank Stadium de Baltimore

Statistiques de la rencontre : Texans - Ravens: 13 - 20

Résumé sur nfl.com
| Quart-temps | 1  | 2  | 3 | 4 | Total |
| ----------- | -- | -- | - | - | ----- |
| Texans      | 3  | 10 | 0 | 0 | 13    |
| Ravens      | 17 | 0  | 0 | 3 | 20    |

NFC : Giants de New York - Packers de Green Bay

Match disputé au Lambeau Field de Green Bay

Statistiques de la rencontre : Giants - Packers : 37 - 20

Résumé sur nfl.com
| Quart-temps | 1  | 2  | 3 | 4  | Total |
| ----------- | -- | -- | - | -- | ----- |
| Giants      | 10 | 10 | 0 | 17 | 37    |
| Packers     | 3  | 7  | 3 | 7  | 20    |

### Finales de conférence

#### Dimanche 22 janvier 2012
AFC : Ravens de Baltimore - Patriots de la Nouvelle-Angleterre

Match disputé au Gillette Stadium de Foxborough

Statistiques de la rencontre : Ravens - Patriots : 20 - 23

Résumé sur nfl.com
| Quart-temps | 1 | 2  | 3  | 4 | Total |
| ----------- | - | -- | -- | - | ----- |
| Ravens      | 0 | 10 | 10 | 0 | 20    |
| Patriots    | 3 | 10 | 3  | 7 | 23    |

NFC : Giants de New York - 49ers de San Francisco

Match disputé au Candlestick Park de San Francisco

Statistiques de la rencontre : Giants - 49ers : 20 - 17 (après prolongation)

Résumé sur nfl.com
| Quart-temps | 1 | 2  | 3 | 4 | pr | Total |
| ----------- | - | -- | - | - | -- | ----- |
| Giants      | 0 | 10 | 0 | 7 | 3  | 20    |
| 49ers       | 7 | 0  | 7 | 3 | 0  | 17    |

### Super Bowl XLVI

#### Dimanche 5 février 2012
NFC-AFC : Giants de New York - Patriots de la Nouvelle-Angleterre

Match disputé au Lucas Oil Stadium d'Indianapolis

Statistiques de la rencontre : Giants - Patriots : 21 - 17

Résumé sur nfl.com
| Quart-temps | 1 | 2  | 3 | 4 | Total |
| ----------- | - | -- | - | - | ----- |
| Giants      | 9 | 0  | 6 | 6 | 21    |
| Patriots    | 0 | 10 | 7 | 0 | 17    |

## Faits notables de la saison 2011
- Peyton Manning, leader des Colts d'Indianapolis depuis plus de 10 ans et quadruple MVP, est contraint pour la première fois de sa carrière de manquer l'ensemble de la saison régulière du fait d'une convalescence compliquée consécutive à une opération du cou durant l'été. Cette absence s'en ressent fortement sur les résultats de son équipe.
- Cette saison est l'occasion pour de nombreux records historiques d'être brisés. Les plus importants concernent l'évaluation du quarterback sur toute la saison (122,5 par Aaron Rodgers, contre 121,1 par Peyton Manning en 2004), le nombre de yards lancés (5 476 par Drew Brees, contre 5 084 par Dan Marino en 1984) ou le nombre de touchdowns inscrits à la course par un quarterback (14 par Cam Newton, contre 12 par Steve Grogan en 1976).
- Les Packers de Green Bay sont restés invaincus durant leurs 13 premiers matchs de saison régulière, avant d'être battus pour la première fois par les Chiefs de Kansas City sur le score de 19 à 14 lors de la 15e journée.
- Grâce à leur bilan de 10 victoires pour 6 défaites, la jeune équipe des Texans de Houston remporte son premier titre de division AFC Sud et figure pour la première fois en play-offs.
- Les 49ers de San Francisco figurent pour la première fois depuis 8 ans en play-offs, et participent à leur première Finale de Conférence depuis 1997.
- Les Lions de Détroit mettent fin à plus d'une décennie de disette en participant à leurs premiers play-offs depuis 1999.
- Pour la première fois, un match de play-offs se termine dès la première action des prolongations, lors du match de wild-card entre les Steelers de Pittsburgh et les Broncos de Denver.
- Le Super Bowl est une redite de celui ayant eu lieu quatre années plus tôt, le Super Bowl XLII, et voit de nouveau les mêmes duo de quarterback (Tom Brady et Eli Manning) et d'entraîneur-chefs (Bill Belichick et Tom Coughlin) se faire face.